# Grass and Forage Science
Grass and Forage Science is een internationaal, aan collegiale toetsing onderworpen wetenschappelijk tijdschrift op het gebied van de landbouwkunde. De naam wordt in literatuurverwijzingen meestal afgekort tot Grass Forage Sci. Het tijdschrift is opgericht in 1946 en verschijnt 4 keer per jaar. Met een impact factor van 1,567 stond het in 2012, volgens de gegevens van Web of Science, op de 23e plaats van 78 tijdschriften op het gebied van de landbouwkunde. Het wordt gepubliceerd door Wiley-Blackwell namens de British Grassland Society.